# Sarceaux
Sarceaux ist eine französische Gemeinde mit 1.047 Einwohnern (Stand 1. Januar 2022) im Département Orne in der Region Normandie (vor 2016 Basse-Normandie). Sie gehört zum Arrondissement Argentan und zum Gemeindeverband Terres d’Argentan Interco. Die Einwohner werden Sarcelliens und Sarcelliennes genannt.

## Geografie

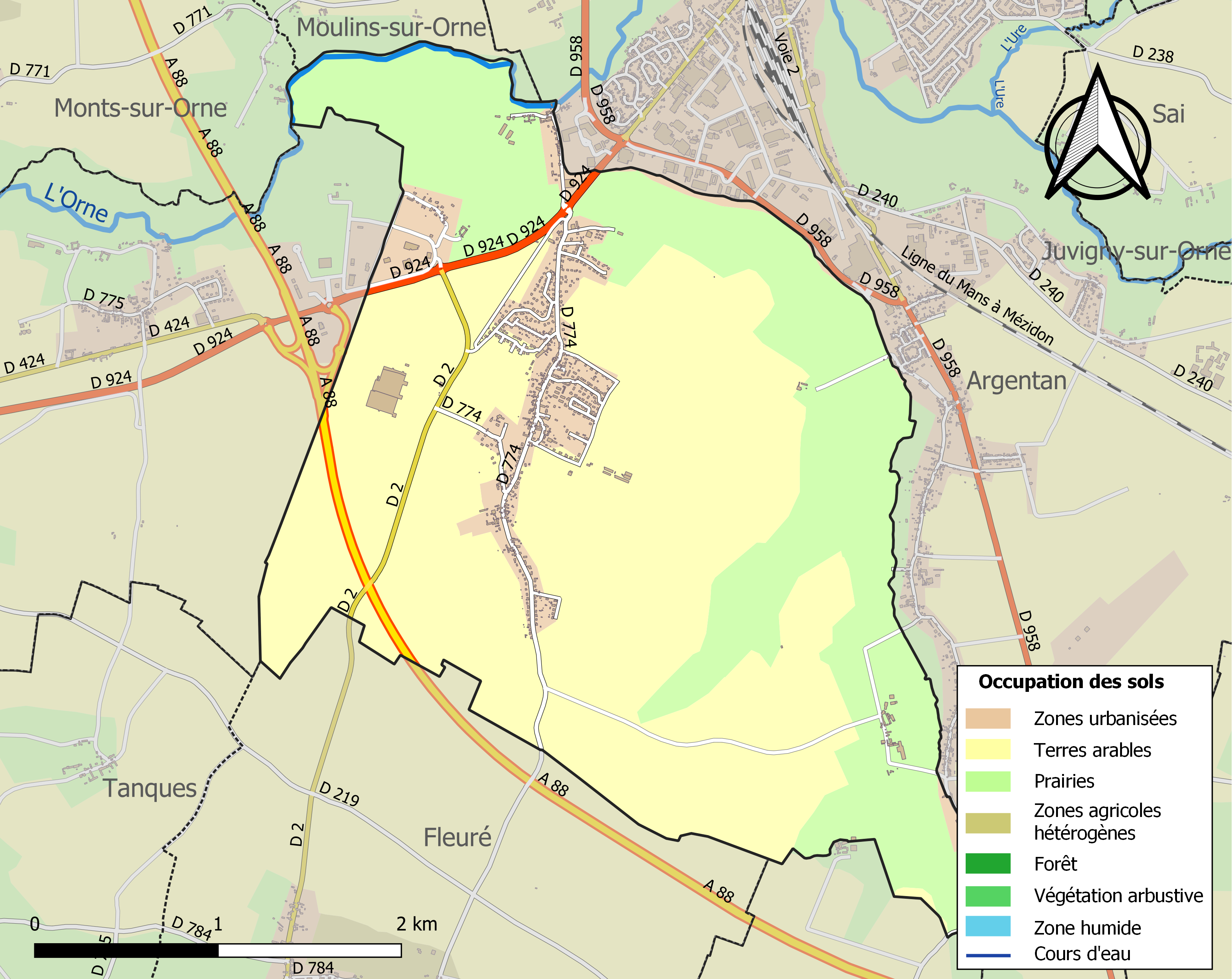
Bodennutzung, Hydrografie und Infrastruktur der Gemeinde (2018)

Sarceaux liegt etwa drei Kilometer südwestlich von Argentan und etwa 33 Kilometer nordnordwestlich von Alençon im Osten der Région naturelle Pays d’Houlme. Die Orne begrenzt das Gebiet der Gemeinde im Norden, die Baize im Nordosten und Osten, bevor sie in die Orne mündet. Das Zentrum der Gemeinde liegt auf einer Höhe von etwa 160 m. Das Relief des Gebiets ist relativ eben. Die Höhen erreichen im Norden beim Austritt der Orne aus dem Gemeindegebiet rund 150 m und steigen im äußersten Südosten auf eine maximale Erhöhung von 181 m an.
Teile des Gebiets von Sarceaux gehören zum Natura 2000-Schutzgebiet „Haute vallée de l’Orne et affluents“ (FR2500099) und von drei ZNIEFF-Naturzonen. Rund 91 % der Fläche der Gemeinde werden landwirtschaftlich genutzt, rund 6 % entfallen auf bebaute Flächen, rund 3 % auf industrielle oder gewerbliche Flächen und Verkehrswegen (Stand: 2018).
Umgeben wird Sarceaux von den Nachbargemeinden Moulins-sur-Orne im Norden und Nordwesten, Argentan im Norden und Osten, Boischampré im Süden und Südosten, Fleuré im Süden, Écouché-les-Vallées im Westen sowie Monts-sur-Orne im Nordwesten.

## Bevölkerungsentwicklung

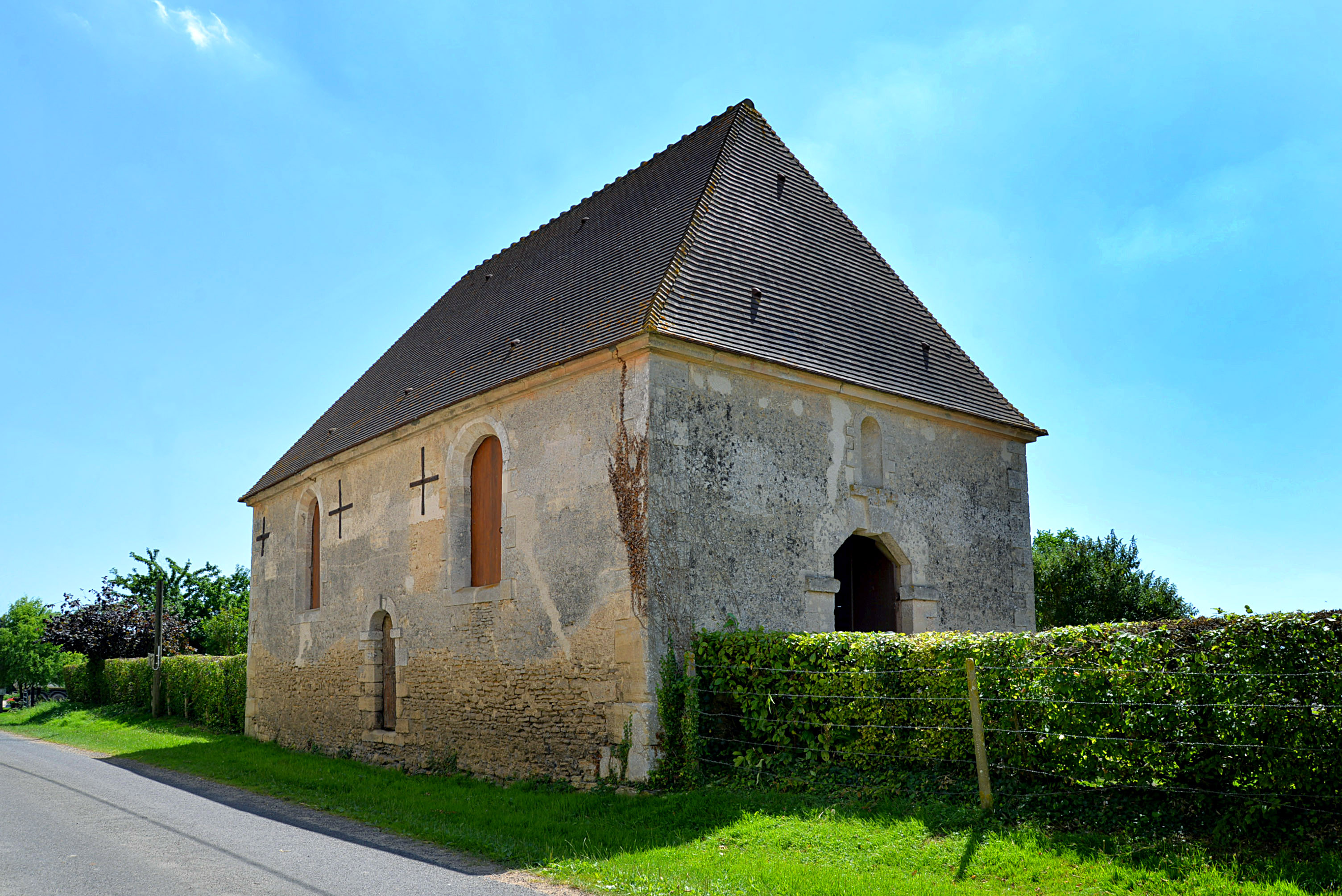
Kapelle Saint-Marc

| Jahr                       | 1962 | 1968 | 1975 | 1982 | 1990 | 1999 | 2006 | 2014 | 2022 |
| -------------------------- | ---- | ---- | ---- | ---- | ---- | ---- | ---- | ---- | ---- |
| Einwohner                  | 380  | 460  | 574  | 636  | 820  | 845  | 919  | 1011 | 1047 |
| Quellen: Cassini und INSEE |      |      |      |      |      |      |      |      |      |

## Sehenswürdigkeiten
- Kirche Saint-Martin aus dem 12. Jahrhundert
- Ehemalige Kapelle Saint-Marc
- Herrenhaus Sarceau aus dem 15. und 16. Jahrhundert, seit 1989 als Monument historique eingeschrieben

## Verkehr
Die Autoroute A 88 von Falaise nach Sées durchquert das südwestliche Gemeindegebiet ohne Anschlussstelle. Die nächstgelegene befindet sich kurz hinter der Grenze zur Nachbargemeinde Écouché-les-Vallées.
Die Departementsstraße D 924, die ehemalige Route nationale 26 von Verneuil-sur-Avre nach Granville, führt durch das nordwestliche Gemeindegebiet. Die Departementsstraße D 2 führt in südlicher Richtung über Fleuré nach Carrouges.

## Gemeindepartnerschaften
Mit den britischen Gemeinden East Hendred und West Hendred in Oxfordshire (England) bestehen seit 1997 Partnerschaften.